# Tits
Tits (voorheen: Pats) is een Belgische stripreeks van Willy Vandersteen gebaseerd op een poppenkastspel van Karel Weyler. De reeks werd uitgegeven door Standaard Uitgeverij, van 1974 tot 1977 als Pats en na een geschil tussen Weyler en Vandersteen, van 1977 tot 1986 als Tits. De reeks was ook de titelstrip van het Belgische stripblad Patskrant.
Na Vandersteen werden de latere albums geschreven en getekend door Merho – broer van Walter Merhottein, die het poppenspel in 1980 zou overnemen – die toentertijd medewerker was van Studio Vandersteen. Ook Peter Koeken werkte een tijdlang mee.
Hoofdfiguren zijn het wezentje Flappy, afkomstig van de planeet Flappinus, dat op aarde allerlei avonturen beleeft met Pats/Tits en zijn zusje Treezebees.

## Pats
1. Flappy van Flappinus
2. De blauwe kruik
3. De laatste kabouter
4. Lieve Loempia
5. Het spook van de opera
6. Kaas voor Kamiel
7. De rode talisman
8. De zeeduivels (uitgebracht door Brabant Strip in 2009)

Uitgeverij Adhemar gaf ook nog in 2010 een versie van Blonde Karolien uit, een verhaal dat na de rechtenperikelen is hertekend als een album van Tits.

## Tits
1. De gouden sleutel
2. De verdwenen scepter
3. Paniek op Flappinus
4. Blonde Karolien
5. Operatie Snoepgoed
6. Goud voor de goden
7. De bende van Flambar
8. Herrie om een ruimtetuig
9. De Chinese draak
10. De betoverde laarzen
11. Heibel op de heide
12. Kereltjes kermis
13. De goede gazhoe
14. Verraad in het circus
15. Calamity Trezebees
16. Boemba de reus
17. Het mysterieuse parelsnoer
18. De Trezebeesmachine
19. De plastieken ijsberg
20. Luchtpiraten
21. Het spookkasteel
22. Robottengeraas
23. De paddestoelenplaag
24. Muziekserenade
25. De schervenslag
26. Spionage pages
27. Het rijk van Patta Poef
28. Ridder Titske

Uitgeverij Adhemar bracht in 2010 nog zes albums uit die voordien niet in albumvorm verschenen waren:
1. De zeven slapers
2. Bolle ballons
3. De badschuimers
4. De legende van Theodore X
5. Katers in het Kattenkasteel
6. Het turfschip